# Spanische Badmintonmeisterschaft 2013
Die Spanische Badmintonmeisterschaft 2013 war die 32. Auflage der spanischen Titelkämpfe in dieser Sportart. Sie fand vom 10. bis zum 13. Mai 2013 im Pabellón Municipal Coto Ferreiro in A Estrada statt.

## Die Sieger und Platzierten
| Disziplin    | Gold                           | Silber                              | Bronze                                      |
| ------------ | ------------------------------ | ----------------------------------- | ------------------------------------------- |
| Herreneinzel | Pablo Abián                    | Ernesto Velazquez                   | Victor Martín                               |
| Herreneinzel | Pablo Abián                    | Ernesto Velazquez                   | Juan Manuel Fernandez                       |
| Dameneinzel  | Carolina Marín                 | Laura Samaniego                     | Lara Lucas                                  |
| Dameneinzel  | Carolina Marín                 | Laura Samaniego                     | Laura Molina                                |
| Herrendoppel | Javier Abián Pablo Abián       | Daniel Sánchez Alberto Zapico       | David Aboal Bruno Moldes                    |
| Herrendoppel | Javier Abián Pablo Abián       | Daniel Sánchez Alberto Zapico       | Vicente Martínez Eliezer Ojeda              |
| Damendoppel  | Laura Molina Haideé Ojeda      | Noelia Jiménez Laia Oset            | Sandra Chirlaque Laura Samaniego            |
| Damendoppel  | Laura Molina Haideé Ojeda      | Noelia Jiménez Laia Oset            | Edurne Echarri Patricia PérezPatricia Perez |
| Mixed        | Ernesto Velazquez Haideé Ojeda | Jose Javier Cardos Sandra Chirlaque | Adrian Marquez Patricia PérezPatricia Perez |
| Mixed        | Ernesto Velazquez Haideé Ojeda | Jose Javier Cardos Sandra Chirlaque | Vicente Martínez Paula Tur                  |